# Josh Louw
Joshua „Josh“ Louw (* 12. September 1996) ist ein neuseeländischer Eishockeyspieler, der seit 2014 bei den Canterbury Red Devils in der New Zealand Ice Hockey League spielt.

## Karriere
Josh Louw spielte seit Beginn seiner Karriere als Eishockeyspieler bei den Canterbury Juniors in der New Zealand Junior Elite League. Seit 2014 spielt er bei den Canterbury Red Devils in der New Zealand Ice Hockey League. Mit dem Team aus Christchurch wurde er 2014 neuseeländischer Landesmeister. Während der Südhalbkugelsommer 2011/12 und 2014/15 war er zudem in Kanada aktiv.

### International
Im Juniorenbereich stand Louw im Aufgebot der Neuseeländer bei den U18-Weltmeisterschaften 2013 und 2014, als er zum besten Spieler seiner Mannschaft gewählt wurde, sowie den U20-Weltmeisterschaften 2013 und 2015 jeweils in der Division III.
Für Neuseeland nahm Louw erstmals an der Weltmeisterschaft der Division II 2023 teil.

## Erfolge und Auszeichnungen
- 2014 Neuseeländischer Meister mit den Canterbury Red Devils

## NZIHL-Statistik
(Stand: Ende der Saison 2023)